# 热尼
热尼（法語：Génis）是法国多尔多涅省的一个市镇，位于该省东北部，属于佩里格区。该市镇总面积25.92平方公里，2009年时的人口为484人。

## 交通
多尔多涅省省道D5线、D5E3线、D72E1线和D72E4线等经过境内。

## 人口
热尼人口变化图示